# Селюкин, Вадим Николаевич
Вади́м Никола́евич Селю́кин (род. 26 марта 1977 года в Киселёвске, Кемеровская область, РСФСР, СССР) — российский следж-хоккеист, серебряный призёр Паралимпийских игр 2014, бронзовый призёр чемпионатов мира по следж-хоккею 2013 и 2015 годов; заслуженный мастер спорта России, дважды кавалер ордена Мужества, старший прапорщик ВДВ РФ. До 2013 года включительно был капитаном сборной России по следж-хоккею. Известен по выступлениям за подмосковный клуб «Феникс», капитаном которого некоторое время являлся. Первый вице-президент Всероссийской федерации спорта лиц с поражением опорно-двигательного аппарата.

## Биография

### Воинская служба
Вадим Селюкин родился 26 марта 1977 года в городе Киселёвске Кемеровской области. Детство провёл в селе Верхотулье (Кировская область). В школьные годы он занимался разными видами спорта, в том числе лыжными гонками и хоккеем с шайбой. После окончания школы в 1995 году призван в армию для прохождения срочной службы, а позже подписал контракт. Воинскую службу начинал на Тоцком полигоне, далее служил в отдельном разведывательном батальоне 201-й дивизии в Таджикистане и в 45-м отдельном разведывательном полку воздушно-десантных войск. Дослужился до звания старшего прапорщика. Всего в Таджикистане Вадим отслужил три года, но в Чечню впервые был направлен уже в конце 1995 года.
11 июля 2002 года группа бойцов вместе с Селюкиным отправлялась на эвакуацию в Веденском районе Чеченской республики. Шедший замыкающим Селюкин наступил на старую самодельную мину, которую никто не заметил из бойцов, и получил серьёзные ранения обеих ног. Врачи вынуждены были ампутировать обе ноги, поскольку из-за царившей в тот день жары у раненого Селюкина началась гангрена. Несколько дней Селюкин лечился в Ростове, после чего был отправлен в Москву, в отделение гнойной хирургии 32-го военно-морского клинического госпиталя в Купавне, где перенёс множество операций и процедур в барокамере. Дальнейшее лечение он проходил в 6-м центральном военно-клиническом госпитале при участии известного военного врача полковника Сергея Николаевича Поправки.

### Реабилитация
Всего Вадим лечился около года. Первые протезы, которые сделали специально для него, были крайне неудобными. Со слов самого Вадима, он тратил «целый час» на то, чтобы с их помощью пройти хотя бы 5 метров. Его мать, приезжавшая к нему в госпиталь, однажды прочитала ему статью о спасателе-водолазе без ног, который трудился на Черноморском побережье: этот рассказ оказал большое впечатление на Вадима. После выписки из госпиталя он поступил в Московский государственный открытый университет, который окончил в 2010 году с красным дипломом по специальности «Менеджмент». Некоторое время он изучал компьютерный дизайн и векторную графику, сделав несколько сайтов.
В рамках реабилитации он стал посещать бассейн и заниматься плаванием два-три раза в неделю в Кубинке: он не только занимал призовые места на соревнованиях паралимпийцев, но и стал инструктором пловцов с нарушениями здоровья. Первый тренер — Борис Николаевич Шестаков, с ним работал и главный тренер паралимпийской сборной России по плаванию Юрий Алексеевич Назаренко. Вадим стремился выполнить норматив мастера спорта (время 2:03 на 100 метров), но вскоре в его классе выступлений ужесточили норматив мастера спорта до 1:37, чем он был крайне огорчён. В 2007 году вместе с сослуживцем из 45-го полка Селюкин организовал клуб для спортсменов-инвалидов «Одинец» в Одинцово, сумел воспитать призёра чемпионата России среди паралимпийцев и получил высшую тренерскую категорию. Помимо этого, он занимался лёгкой атлетикой.

### Следж-хоккей
О следж-хоккее Селюкин узнал, посмотрев трансляции зимних Паралимпийских игр 2006 года. Вскоре Селюкин узнал, что в Московской области объявлен набор в команду по следж-хоккею, и в 2009 году решил попробовать свои силы в совершенно новом и малознакомом для себя виде спорта. В центре подготовки спортсменов-инвалидов Московской области Селюкину предложили заняться следж-хоккеем, который тогда только начал развиваться в России. Первый сбор желающих заниматься следж-хоккеем был организован директором Центра Паралимпийских видов спорта Дмитрием Котыревым, который объявил, что следж-хоккей включён в программу Паралимпиады в Сочи и что Московская область должна стать первопроходцем следж-хоккея в России. В первой встрече приняли участие, по оценке Селюкина, от 15 до 20 человек. Так Вадим Селюкин стал выступать за химкинский клуб по следж-хоккею «Феникс», играя там на позиции защитника. Тренерами Вадима в этом виде спорта были Николай Шаршуков (клуб) и Сергей Самойлов (сборная).
Физическую подготовку игроки проводили в тренажёрном зале, тактическую — в баскетбольном зале с мячом, однако техническое выполнение приёмов на специальных санях, используемых в следж-хоккее, они осваивали, многократно просматривая видеозаписи матчей. В подготовке игроков клуба участвовал также чемпион Паралимпийских игр 2002 года в Солт-Лейк-Сити в составе сборной США Сильвестр Флис, которого пригласил президент федерации следж-хоккея Лев Селезнёв. Для игры в следж-хоккей игрокам приходилось поначалу отпиливать у клюшек черенки и прикреплять шипы, но в дальнейшем они стали использовать специализированные клюшки. Игровые сани поначалу привозили из Европы и Канады, но позже их начали делать и в России, а в «Фениксе» и других клубах появились сервисмены, ответственные за закупку нужного инвентаря. В 2009 году в Подольске состоялся первый розыгрыш чемпионата России по следж-хоккею с участием четырёх команд: «Феникс» стал первым чемпионом России, обыграв представлявшую Московскую область «Удмуртию» со счётом 4:2 и взяв верх над «Югрой» из ХМАО со счётом 5:1 в заключительном туре, а Селюкин стал лучшим нападающим и бомбардиром того чемпионата.
В декабре того же года шесть игроков «Феникса», среди которых был и Селюкин, отправились в составе сборной России на международный турнир в Эстонию. На турнире российская команда провела 4 матча, пропустив 60 шайб и не забросив ни одной. В том же году, ещё до поездки в Эстонию, Селюкин выступал на одном из клубных турниров в канадском Лондоне (провинция Онтарио): обе российские команды на том турнире дошли до финала. В 2012 году в составе российской сборной Селюкин выиграл турнир группы B чемпионата мира по следж-хоккею, проходивший в Сербии, и вышел в группу А: в финальном поединке Россия обыграла Швецию со счётом 1:0. В 2013 году стал бронзовым призёром чемпионата мира, проходившего в Южной Корее. Формально именно этот результат, а не статус России как страны-хозяйки, в которой проходили Паралимпийские игры, позволил следж-хоккеистам отобраться на турнир. В течение четырёх лет Селюкин и игроки сборной проживали на базе в Алескине, проводя две тренировки в день на льду и ещё одну в тренажёрном зале, а раз в месяц участвовали в выездах за границу — в частности, в Швеции они проводили по две-три игры в день. В то же время американцы и канадцы первоначально не воспринимали российскую команду в качестве серьёзного противника, даже утверждая, что забросят ей по 40 шайб в каждом матче.
В 2014 году на Зимних Паралимпийских играх в Сочи Вадим Селюкин в составе сборной России по следж-хоккею завоевал серебряную медаль, уступив американцам в финале со счётом 0:1. Тренером сборной России на играх был Николай Шаршуков, а костяк составляли именно игроки «Феникса». Среди болельщиков, поддерживавших на играх в Сочи российскую сборную и лично Вадима, был и военный врач Сергей Николаевич Поправка, оперировавший его в 6-м центральном военно-клиническом госпитале. После финала Селюкину пожал руку игрок американской сборной Рико Роман, сказавший ему: «Хорошая игра, солдат». В 2015 году Вадим завоевал ещё одну бронзовую медаль чемпионата мира. В феврале 2016 года он выиграл в очередной раз титул чемпиона России с «Фениксом», а с 4 по 10 апреля принял участие в чемпионате Европы, который выиграла сборная России, победившая команды Германии, Швеции, Италии, Чехии и Норвегии. В заключительном матче против Норвегии, завершившемся со счётом 9:0, Селюкин отметился заброшенной шайбой. В 2017 году в составе «Феникса» Вадим Селюкин также выиграл Кубок континента по следж-хоккею, обыграв со счётом 7:1 в финале итальянский клуб «Южнотирольские орлы» и забросив две шайбы.
Селюкин был капитаном сборной России на протяжении несколько лет, прежде чем уступить пост другому игроку. Всего за свою карьеру он пять раз становился чемпионом России. Своим игровым девизом он считал высказывание «На льду авторитетов нет!». Во время одного из матчей Вадим Селюкин столкнулся с соперником, который въехал в него санями, и получил травму грудной клетки и спины. В течение полугода Селюкин почти не мог встать с кровати, что и повлияло на его решение в 2018 году завершить игровую карьеру.

### Тренерская деятельность
После завершения игровой карьеры Селюкин занялся тренерской деятельностью и стал тренером детской команды «Умка» в подмосковном Одинцове, образованной при участии губернатора Московской области Андрея Воробьёва и легендарного хоккеиста Александра Овечкина. По словам Селюкина, в его команде занимаются ещё и девочки. В настоящее время Вадим Селюкин также занимает должности посла паралимпийского спорта в России (с сентября 2018 года) и первого вице-президента Всероссийской федерации спорта лиц с поражением опорно-двигательного аппарата (с 2018 года, переизбран в 2022 году).

### Личная жизнь
Со своей супругой Ириной Вадим познакомился на Кубинке: тогда она была ученицей 11-го класса средней школы. Она ездила к Вадиму в госпиталь, а позже они поженились: на момент свадьбы Ирина уже училась в вузе. Во многом Ирина помогла пережить Вадиму последствия случившегося в Чечне. От этого брака есть дочь Екатерина.
Увлекается вождением автомобиля, дайвингом, рыбалкой.

## Достижения

### Клубные
- Чемпион России: 2009[15], 2011[24], 2012[25], 2015[26], 2016[27]
- Обладатель Кубка континента: 2017[20]

### В сборной
- Серебряный призёр зимних Паралимпийских игр: 2014[18]
- Бронзовый призёр чемпионата мира: 2013[12][9], 2015[18][17]
  - Победитель группы B чемпионата мира: 2012[18][12]
- Чемпион Европы: 2016[18]
- Бронзовый призёр турнира четырёх наций в Сочи: 2013[13]

### Личные
- Лучший нападающий и бомбардир чемпионата России: 2009[9][15][8]
- Лучший нападающий международного турнира четырёх наций в Сочи: 2013[9]
- Лучший защитник чемпионата России: 2016[27]

## Награды
- Орден Мужества (дважды[28], 2002 и 2003)[8][29][2]
- Медаль «За отличие в военной службе» II и III степеней[28][2]
- Медаль ордена «За заслуги перед Отечеством» I степени (17 марта 2014 года) — за большой вклад в развитие физической культуры и спорта, высокие спортивные достижения на XI Паралимпийских зимних играх 2014 года в городе Сочи[30]
- Заслуженный мастер спорта России[5]